# Saint-Gilles-les-Bois
Saint-Gilles-les-Bois (bret. Sant-Jili-ar-C'hoad) – miejscowość i gmina we Francji, w regionie Bretania, w departamencie Côtes-d’Armor.
Według danych na rok 1990 gminę zamieszkiwało 421 osób, a gęstość zaludnienia wynosiła 45 osób/km² (wśród 1269 gmin Bretanii Saint-Gilles-les-Bois plasuje się na 872. miejscu pod względem liczby ludności, natomiast pod względem powierzchni na miejscu 860.).